# Biểu tình phản đối Đạo luật Công dân sửa đổi
Các cuộc biểu tình phản đối Đạo luật Công dân sửa đổi năm 2019 ở Ấn Độ, hoặc các cuộc biểu tình của CAA trước đây được gọi là các cuộc biểu tình của Công dân (Sửa đổi), hay các cuộc biểu tình của CAB là một loạt các cuộc biểu tình ở Ấn Độ chống lại Đạo luật công dân, 2019 (Sửa đổi) ngày 12 tháng 12 năm 2019. lý do đưa ra cho các cuộc biểu tình của các tổ chức sinh viên tham gia, các nhà hoạt động nhân quyền, các tổ chức Hồi giáo và các nhóm thế tục bao gồm cáo buộc phân biệt tôn giáo và sự tàn bạo của cảnh sát trong khuôn viên trường đại học trong các cuộc biểu tình. Người dân Assam và các bang đông bắc khác đang phản đối Đạo luật vì sợ rằng việc giải quyết những người nhập cư bất hợp pháp không theo đạo Hồi trong khu vực của họ sẽ thay đổi cán cân nhân khẩu. Các cuộc biểu tình bắt đầu ở Assam, Delhi, Meghalaya, Manipur và Tripura vào ngày 4 tháng 12 năm 2019,, và lan sang các vùng khác của Ấn Độ. Các cuộc biểu tình đã chống lại Dự luật Công dân (Sửa đổi) năm 2019, đã bị xóa bởi nội các Liên minh vào ngày 4 tháng 12 năm 2019, và được cả hai viện của Quốc hội thông qua vào ngày 11 tháng 12, biến dự luật thành Đạo luật của Quốc hội.
Các cuộc biểu tình bắt đầu tại Assam vào ngày 4 tháng 12 năm 2019, sau khi dự luật được đưa ra tại quốc hội.  Sau đó, các cuộc biểu tình đã nổ ra ở khắp vùng Đông Bắc Ấn Độ, và sau đó là tất cả các thành phố lớn của Ấn Độ.  Vào ngày 15 tháng 12, cảnh sát đã mạnh mẽ xâm nhập vào khuôn viên của Jamia Millia Hồi giáo và Đại học Hồi giáo Aligarh, nơi các cuộc biểu tình đang được tổ chức.  Cảnh sát đã dùng dùi cui và hơi cay vào học sinh.  Hơn hai trăm sinh viên bị thương và khoảng một trăm sinh viên đã bị giam giữ qua đêm trong đồn cảnh sát.  Sự tàn bạo của cảnh sát đã bị chỉ trích rộng rãi, và dẫn đến các cuộc biểu tình trên khắp đất nước như một phản ứng.
Các cuộc biểu tình đã dẫn đến hơn một ngàn vụ bắt giữ và sáu người chết. Hai cậu bé dưới 18 tuổi nằm trong số những người được báo cáo đã thiệt mạng do cảnh sát nổ súng ở Assam. Đạo luật đã bị chỉ trích và gọi là vi hiến bởi một số luật sư như Soli Sorabjee, Markandey Katju, P Chidambaram, Abhishek M Singhvi, Ashish Goel, và Suhrith Parthasarathy.. Một số tổ chức đã kiến nghị lên Tòa án Tối cao Ấn Độ tuyên bố dự luật là bất hợp pháp.